# ام سیدیر
ام سیدیر یک منطقهٔ مسکونی در سودان است.